# Batalló Nachtigall
El batalló Nachtigall (« Rossinyol », en català) també conegut com a Grup Ucraïnès de Batalló Nachtigall (alemany: Bataillon Ukrainische Gruppe Nachtigall), conegut oficialment com a Grup Especial Nachtigall, fou una subunitat sota el comandament de la unitat especial d'operacions nazi Lehrregiment "Brandenburg" z.b.V. 800 de l'Abwehr. Junt amb el Batalló Roland fou una de les dues unitats militars formades el 25 de febrer del 1941 pel cap de l'Abwehr Wilhelm Canaris, que va aprovar la creació de la "Legió Ucraïnesa" sota comandament de l'Alemanya Nazi. Estava formada per voluntaris "nacionalistes ucraïnesos,". Van operar a Ucraïna sota les ordres de l'OUN de Stepan Bandera.
A Alemanya, el novembre de 1941 el personal ucraïnès de la legió es va reorganitzar en el Batalló Schutzmannschaft 201. Hi havia un total de 650 persones que serviren durant un any a Belarús abans que la unitat no fos dissolta.
Molts dels seus membres, especialment els oficials al comandament, van anar a parar a l'Exèrcit insurgent ucraïnès i 14 dels seus membres s'uniren a la SS-Freiwilligen-Schützen-Division «Galizien» en la primavera del 1943.

## Formació i capacitació
Abans de l'Operació Barbarroja, l'OUN de Bandera va col·laborar amb l'Alemanya nazi i de fet va rebre la seva formació allà. D'acord amb l'Acadèmia nacional de les ciències d'Ucraïna i altres fonts, el líder de l'OUN-R, Stepan Bandera, es va reunir amb els caps de la intel·ligència d'Alemanya, pel que fa a la formació dels batallons "Nachtigall" i "Roland "Batallons. El 25 de febrer de 1941 el cap de l'Abwehr, Wilhelm Canaris, va sancionar la creació de la "Legió Ucraïnesa" sota comandament alemany. La unitat hauria de tenir 800 efectius. Roman Xukhèvitx va esdevenir un comandant de la Legió per part de l'OUN-R. L'OUN esperava que la unitat es convertiria en el nucli d'un futur exèrcit ucraïnès. A la primavera de l'OUN va rebre 2,5 milions de marcs per a les activitats subversives contra l'URSS. A la primavera de 1941 la legió es va reorganitzar en dues unitats. Una de les unitats és la que es va conèixer com a Batalló Nachtigall Batalló, una segona va esdevenir el Batalló Roland.
L'entrenament del Batalló Nachtigall va tenir lloc a Neuhammer, prop de Legnica. A la part ucraïnesa, el comandant era Roman Xukhèvitx i a la part alemanya, Theodor Oberländer. (Oberländer després es convertiria en Ministre Federal per a les Persones Desplaçades, Refugiats i Víctimes de la Guerra a la República Federal d'Alemanya.) L'ex-Oberleutnant dels Brandenburger, Dr Hans-Albrecht Herzner fou nomenat comandant militar del Batalló.
La unitat Nachtigall va ser equipada amb l'uniforme estàndard de la Wehrmacht. Abans d'entrar a Lviv, van col·locar cintes blaves i grogues a les seves espatlles.

## Guerra amb la Unió Soviètica
Quatre dies abans de l'atac a la Unió Soviètica, el batalló es va traslladar a la frontera. En la nit del 23 a 24 juny de 1941, el batalló va travessar la frontera prop de Przemyśl durant el viatge en direcció a Lviv.

### Lviv
Com a part del primera Batalló Brandenburg, els primers soldats del batalló Nachtigall van entrar a Lviv el 29 de juny. En arribar a la presó, es van trobar que tots els detinguts havien estat assassinats per l'NKVD, entre ells el germà de Xukhèvitx.
El batalló es va apoderar de diversos objectius estratègics, el més important dels quals va ser l'estació de ràdio al turó del Vissoski Zamok (literalment "Castell alt") al centre de Lviv. Des de l'estació de ràdio, es va proclamar la Llei de la Independència d'Ucraïna.
Els militars del Nachtigall van participar i organitzar la declaració d'independència. Proclamada per Iaroslav Stetskò el 30 de juny. El capellà del batalló Ivan Hrinokh va fer un discurs un cop acabada la declaració. L'administració alemanya però no va recolzar aquestes activitats, però no va actuar amb duresa contra els organitzadors fins a mitjans de setembre de 1941.
La primera companyia del batalló Nachtigall va deixar Lviv amb la Divisió Brandenburg el 7 de juliol, en direcció a Zòlotxiv. La resta de la unitat es va unir més tard, durant la seva marxa cap a l'est, cap a Zòlotxiv, Ternòpil i Vínnitsia.La unitat va participar en l'acció contra la Línia Stalin, on alguns dels seus membres van ser premiats pels alemanys.
Només durant la marxa en tres llogarets de la regió de Vínnitsia "tots els jueus que es van trobar" van ser afusellats.
La negativa alemanya a acceptar la proclamació de la independència d'Ucraïna a Lviv va portar a un canvi en la direcció del batalló Nachtigall. Com a resultat, el batalló va ser cridat a Cracòvia i desarmat el 15 d'agost. Més tard es va transformar juntament amb el Batalló Roland en el 201è Batalló Schutzmannschaft.

## Avaluació
L'historiador rus Serguei Txuiev afirma que tot i la dissolució, l'OUN aconseguí els seus objectius finals - 600 membres de la seva organització havien rebut entrenament militar i tenien experiència en combat i aquests homes van prendre posicions com a instructors i comandants en l'estructura del recentment format Exèrcit insurgent ucraïnès.
S.Bandera va escriure: "La fi de l'OUN va ser així:. Les columnes revolucionàries estaven al comandament de Roman Xukhèvitx amb un petit grup d'oficials que no només havia rebut una formació militar, sinó que havia arribat a una clara comprensió de les tàctiques militars El més important, que van portar amb ells fou la comprensió de l'organització, les estratègies i tàctiques de lluita partisana, i el mètode alemany de tractar amb grups partisans. Aquest coneixement va ser molt útil en la formació i les activitats de l'Exèrcit insurgent ucraïnès i en els seus futurs conflictes.
Durant la seva curta història, el batalló Nachtigall tingué 39 baixes i 40 soldats ferits.

## Controvèrsia

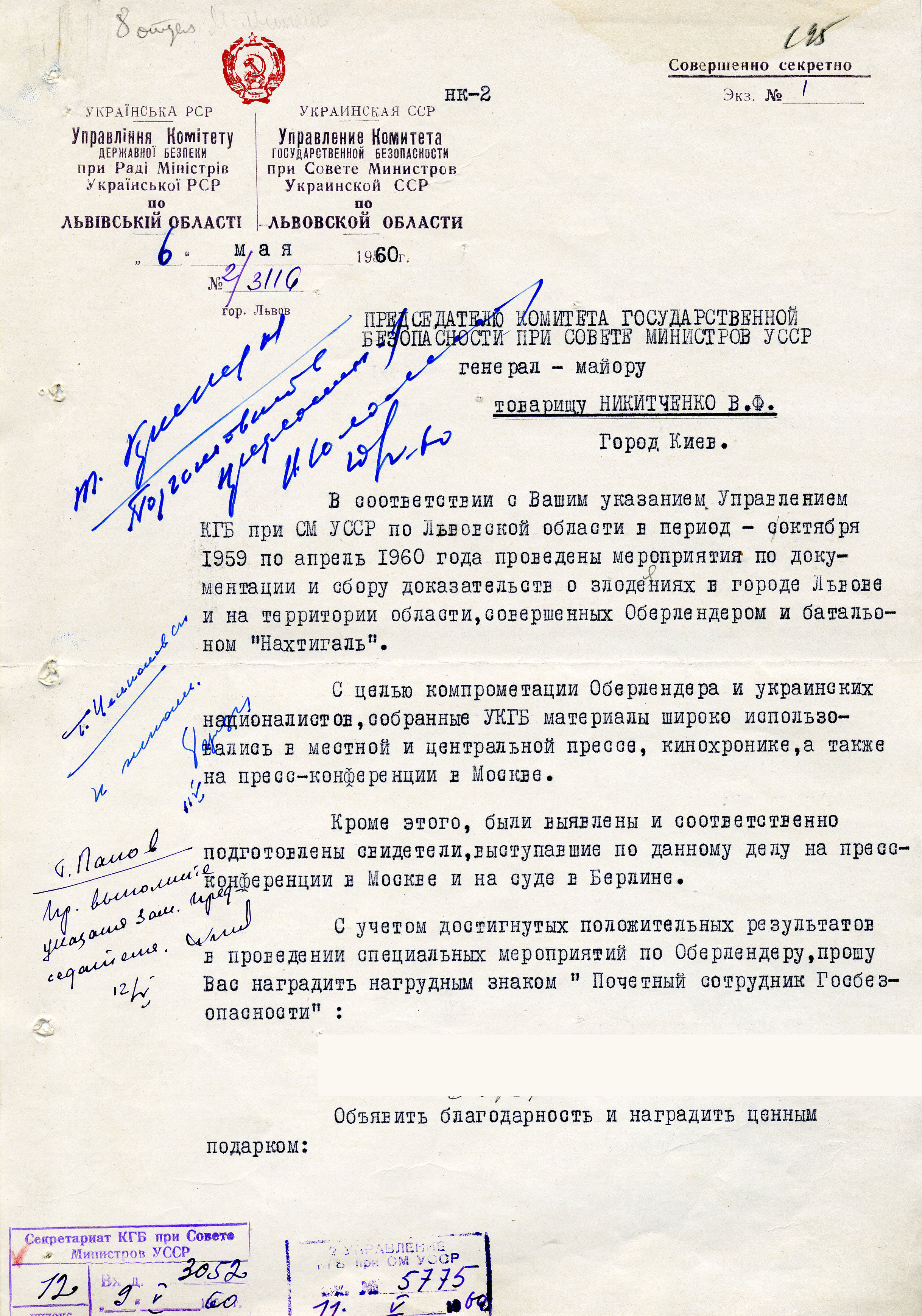
Document del KGB sobre l'acció contra Theodor Oberländer i el Nachtigall ucraïnès (1959).

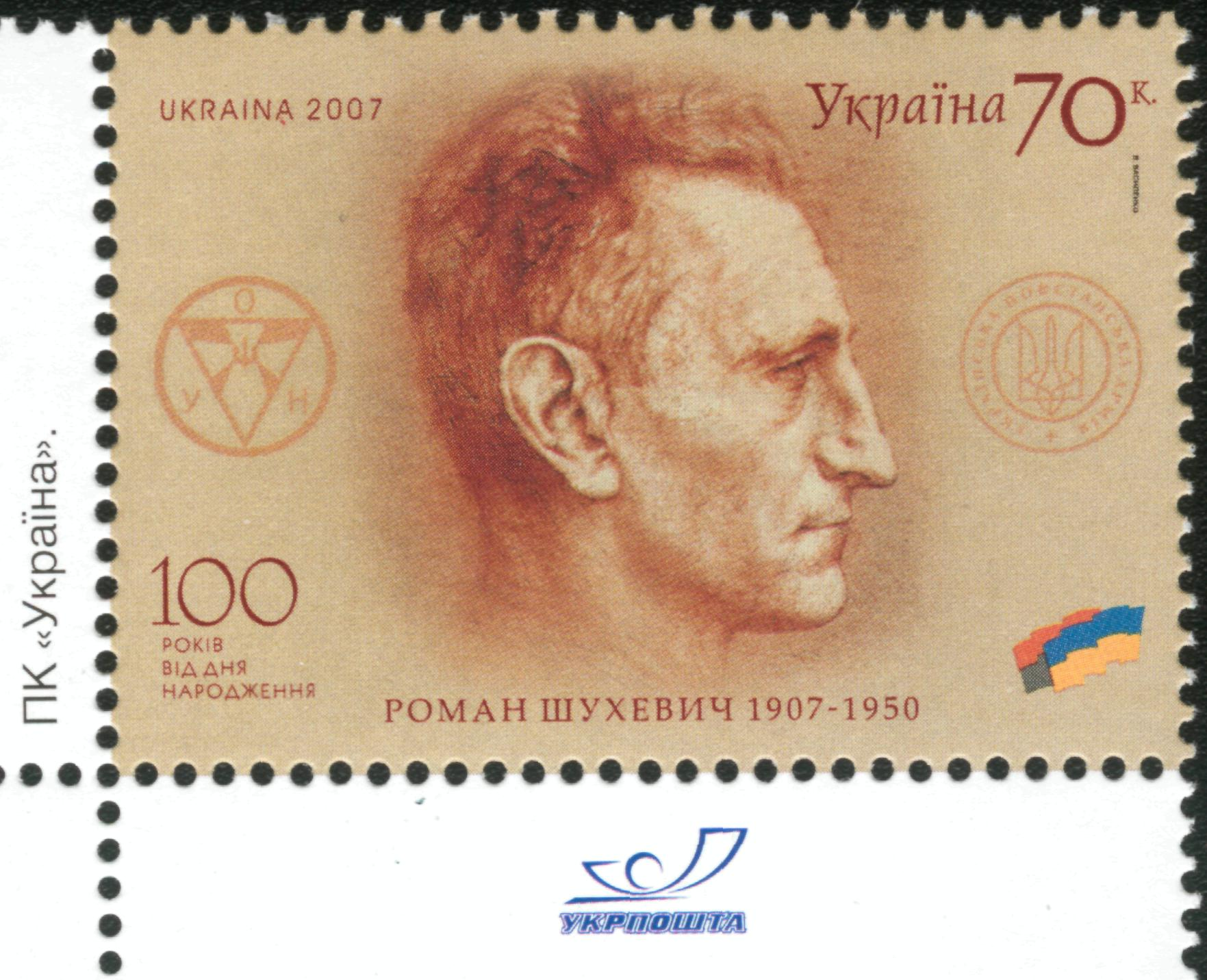
Un segell de correus d'Ucraïna (2007) en honor del comandant ucraïnès del batalló Nachtigall - Roman Xukhèvitx en el 100 aniversari del seu naixement

Hi ha hagut acusacions que han situat el Batalló a Lviv al juliol de 1941 i han afirmat que la unitat va participar en el pogrom que hi va tenir lloc. Si bé és cert que alguns membres de la unitat van participar de fet en el pogrom, la unitat en el seu conjunt no va participar en l'esdeveniment. L'origen de les acusacions contra el Nachtigall rau en un intent soviètic per desacreditar al govern d'Adenauer a Alemanya el 1959. Els registres històrics han exonerat el Batalló Nachtigall de la participació en el pogrom.
L'opinió mundial: Una comissió internacional es va establir a La Haia, als Països Baixos l'any 1959 per dur a terme investigacions independents. Els seus membres eren quatre ex activistes anti-Hitler, l'advocat noruec Hans Cappelen, l'exministre de Relacions Exteriors de Dinamarca i president del parlament danès Ole Bjørn Kraft, la socialista holandesa Karel van Staal, el jurista belga Flor Peeters, i un jurista suís i membre del parlament Kurt Scoch. Després del seu interrogatori de diversos testimonis d'Ucraïna, entre novembre de 1959 i març de 1960, la comissió va arribar a la següent conclusió: 
"Després de quatre mesos d'investigacions i l'avaluació de 232 declaracions de testimonis de tots els cercles implicats, es pot establir que les acusacions contra el batalló Nachtigall i contra el llavors tinent i actualment Ministre Federal Oberländer no tenen cap fonament de fet".
Bàndol ucraïnès estableix que cap de les denúncies han estat provades pels documents, i que la principal prioritat del Batalló va ser assegurar l'estació de ràdio, els diaris i la proclamació de la independència d'Ucraïna.
Investigació canadenca: La participació dels membres del batalló Nachtigall en els crims de guerra encara no ha estat establerta. La Comissió Canadenca dels criminals de guerra a Canadà (Comissió Deschênes) que va examinar les denúncies dels criminals de guerra que resideixen al Canadà, no ha nomenat cap dels membres del batalló Nachtigall. A més, es va arribar a la conclusió, que les unitats que col·laboraren amb els nazis no han de ser acusats formalment com a grup i que la mera pertinença a aquestes unitats no era suficients per justificar l'enjudiciament.
El Centre Simon Wiesenthal sosté que entre el 30 de juny i 3 de juliol de 1941, en els dies que el batalló estava a Lviv els soldats del Nachtigall juntament amb l'exèrcit alemany i els ucraïnesos locals van participar en l'assassinat dels jueus de la ciutat. El pretext per al pogrom va ser un rumor que els jueus eren els responsables de l'execució de presoners soviètics abans de la retirada soviètica de 1941 a Lviv. L'Enciclopèdia de l'Holocaust afirma que uns 4.000 jueus van ser segrestats i assassinats en aquest moment. Afirma, a més, que la unitat va ser retirada de Lviv el 7 de juliol i s'envià al Front Oriental.
El bàndol polonès sosté que els membres del batalló Nachtigall dirigits pels nazis també van participar en les massacres dels professors polonesos, entre ells l'exprimer ministre polonès Kazimierz Bartel, Tadeusz Boy-Zelenski i altres, a Lwów el 1941. Vegeu Massacre de professors a Lviv.
Les activitats del Batalló Nachtigall segueixen sent controvertides. Un estudi de la massacre a Lviv basada en documents de l'època la va fer Alfred de Zayas en el seu llibre The Wehrmacht War Crimes Bureau, 1939-1945 University of Nebraska Press, Rockport, Maine, edició del 2000.

## Oficials i soldats famosos
- Bassil Brilevski
- Bassil Vassiliaixko
- Petrò Hudzovati
- Ionian Kovalski
- Mikola Levitski
- Linda Ostap
- Petrò Melnik
- Mikhaïlo Moskaliuk
- Volodímir Pavlik
- Matvi Semak
- Vassil Sidor
- Fedik Bogdan
- Víktor Khàrkiv
- Roman Xukhèvitx